# Judy Collins Sings Leonard Cohen: Democracy
| Оценки критиков               | Оценки критиков |
| Источник                      | Оценка          |
| ----------------------------- | --------------- |
| AllMusic                      | [ 1 ]           |
| Encyclopedia of Popular Music | [ 2 ]           |

Judy Collins Sings Leonard Cohen: Democracy — сборник американской певицы Джуди Коллинз, выпущенный 31 августа 2004 года на лейбле Elektra Records.

## Об альбоме
На альбоме представлены песни американского автора Леонарда Коэна, с которым Коллинз сотрудничала с давних пор; к слову, именно она впервые записала такие его песни как «Suzanne» и «Dress Rehearsal Rag», благодаря которым Коэн получил известность. В трек-лист были включены десять треков из каталога Elektra Records, одна песня из концертного альбома Live At Wolf Trap и три абсолютно новые песни.

## Список композиций
| №                   | Название                            | Автор(ы)                                       | Длительность |
| ------------------- | ----------------------------------- | ---------------------------------------------- | ------------ |
| 1.                  | «Democracy»                         | Леонард Коэн                                   | 6:55         |
| 2.                  | «Suzanne»                           | Леонард Коэн                                   | 4:23         |
| 3.                  | «A Thousand Kisses Deep»            | Леонард Коэн, Шэрон Робинсон                   | 5:42         |
| 4.                  | «Hey, That’s No Way to Say Goodbye» | Леонард Коэн                                   | 3:33         |
| 5.                  | «Dress Rehearsal Rag»               | Леонард Коэн                                   | 5:22         |
| 6.                  | «Priests»                           | Леонард Коэн                                   | 4:57         |
| 7.                  | «Night Comes On»                    | Леонард Коэн                                   | 4:02         |
| 8.                  | «Sisters of Mercy»                  | Леонард Коэн                                   | 2:34         |
| 9.                  | «Story of Isaac»                    | Леонард Коэн                                   | 3:32         |
| 10.                 | «Bird on the Wire»                  | Леонард Коэн                                   | 4:40         |
| 11.                 | «Famous Blue Raincoat»              | Леонард Коэн                                   | 5:37         |
| 12.                 | «Joan of Arc»                       | Леонард Коэн                                   | 5:57         |
| 13.                 | «Take This Longing»                 | Леонард Коэн                                   | 5:26         |
| 14.                 | «Song of Bernadette» (Live)         | Леонард Коэн, Уильям Эллиот, Дженнифер Уорнерс | 4:12         |
| Общая длительность: | Общая длительность:                 | Общая длительность:                            | 66:52        |